# Omicron Librae
Omicron Librae (29 Librae) é uma estrela na direção da constelação de Libra. Possui uma ascensão reta de 15h 21m 01.36s e uma declinação de −15° 32′ 54.2″. Sua magnitude aparente é igual a 6.14. Considerando sua distância de 178 anos-luz em relação à Terra, sua magnitude absoluta é igual a 2.45. Pertence à classe espectral F2V.